# Leonardo Henrique Veloso
Leonardo Henrique Veloso (* 29. Mai 1987 in Pedro Leopoldo) ist ein brasilianischer ehemaliger Fußballspieler.

## Karriere
Veloso spielte in der Jugendabteilung des brasilianischen Traditionsklubs Atlético Mineiro. Von dort aus wechselte er im Januar 2008 nach Europa, wo ihn Willem II Tilburg unter Vertrag nahm. Dort unterzeichnete er einen 2 ½ Jahres-Vertrag. Im ersten halben Jahr hatte er Eingewöhnungsprobleme und spielte nur für das Reserveteam. Erst zur Spielzeit 2008/09 wurde er vollwertiges Mitglied im Kader von Tilburg. Am 30. August 2008 gab er beim 2:1-Heimerfolg gegen Ajax Amsterdam schließlich sein Debüt im Dress von Willem II. Im Laufe seines ersten Profijahres kam er zu regelmäßigen Einsätzen.
In der Winterpause 2009/10 wechselte Léo Veloso nach Rumänien zu CFR Cluj, wo er bereits im ersten Jahr das Double gewinnen konnte. Im  Sommer 2011 wurde sein Vertrag nicht verlängert und er war ein halbes Jahr ohne Verein, ehe ihn Tschornomorez Odessa in die ukrainische Premjer-Liha holte. Dort kam er bis Ende 2013 nur selten zum Einsatz. Im Jahr 2014 kehrte er nach Brasilien zu Goiás EC zurück. Die Saison 2014 beendete er mit seinem Team auf einem Platz im Mittelfeld. Anfang 2015 wechselte er zu Santa Cruz FC in die Série B. Später spielte er für weitere Vereine in der Staatsmeisterschaft von São Paulo.

## Erfolge
- Rumänischer Meister: 2010
- Rumänischer Pokalsieger: 2010